# Sophie Cruvelli
Sophie Cruvelli (Bielefeld, Alemanya, 12 de març de 1826 - Niça, França, 6 de novembre de 1907) fou una soprano dramàtica alemanya.
El 1847 debutà a Venècia, passant després al teatre d'Udine, on aconseguí un complet èxit cantant les òperes de Verdi: Attila i I due Foscari, èxit que li'n valgué un contracte per al teatre de la Reina de Londres, en el que aconseguí nous triomfs amb Norma, Fidelio i La sonnambula. El 1851 passà al Teatre Italià i a l'Òpera de París, amb 100.000 francs anuals, debutant el 1854 amb Les Huguenots, òpera en la que despertà gran entusiasme, acomiadant-se del públic el 1857 amb I vespri siciliani per contraure matrimoni amb el comte de Vigier, amb el que establí la residència a Niça.